# Проклет да си
Епизода Проклет да си (1. део) је 24. епизода 10. сезоне серије "МЗИС". Премијерно је приказана 14. маја 2013. године на каналу ЦБС.

## Опис
Сценарио за епизоду је писао творац серије "МЗИС: Нови Орлеанс" Гери Гласберг, а режирао ју је Тони Вармби.
Након Гибсовог хапшења, Министарство одбране шири своју истрагу на цео МЗИС, стављајући будућност целе агенције у опасност.
У овој епизоди се појављује Џон М. Џексон који тумачи свој лик адмирала Алберта Џетра Чегвидена из серије "Војни адвокати".

## Ликови

### Из серијеМЗИС
- Марк Хармон као Лерој Џетро Гибс
- Мајкл Ведерли као Ентони Динозо мл.
- Коте де Пабло као Зива Давид
- Поли Перет као Ебигејл Шуто
- Шон Мајер као Тимоти Макги
- Брајан Дицен као Џејмс Палмер
- Роки Керол као Леон Венс
- Дејвид Макалум као др. Доналд Малард

### Из серијеВојни адвокати
- Џон М. Џексон као Алберт Џетро Чегвиден